# Młynek (województwo kujawsko-pomorskie)
Młynek – wieś w Polsce położona w województwie kujawsko-pomorskim, w powiecie aleksandrowskim, w gminie Koneck.

## Podział terytorialny
W latach 1975–1998 miejscowość administracyjnie należała do województwa włocławskiego. Wieś sołecka – zobacz jednostki pomocnicze gminy Koneck w BIP.

## Historia
Wieś wchodziła w wieku XIX w skład dóbr Koneck. Właścicielem dóbr Koneck był Korneli Sulimierski, w skład dóbr wchodziły oprócz folwarku Zieleniec, Biesiekierz, Pomiany, Wincentowo, Zapustek i Młynek.